# Damariscotta
Damariscotta (/ˌdæmrɪˈskɒtə/) est une ville des États-Unis située dans le comté de Lincoln, dans le Maine.